# Panus domicola
Panus domicola är en svampart som beskrevs av Speg. 1909. Panus domicola ingår i släktet Panus och familjen Polyporaceae.   Inga underarter finns listade i Catalogue of Life.